# Puente de Mahakam

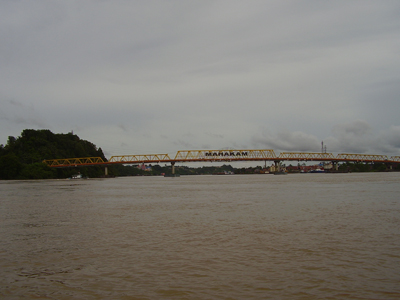
Puente de Mahakam

Puente de Mahakam es un puente que cruza el río Mahakam en Samarinda, provincia de Kalimantan Oriental, Indonesia.
Mahakam puente fue construido en 1987 e inaugurado por el presidente de Indonesia Suharto. Mahakam puente tiene una estructura de acero cuenta con un triángulo amarillo y las palabras "JEMBATAN MAHAKAM" de medio punto.
- Datos: Q5832576